# Myrmecina graminicola
Myrmecina graminicola (Latreille, 1802) è una formica della sottofamiglia Myrmicinae.

## Descrizione
È una formica di colore scuro con zampe, antenne e mandibole chiare. Si muove lentamente mimetizzandosi facilmente nel terreno.

## Biologia

### Comportamento
È solita formare colonie nel terreno, sotto a rocce o legno morto.

Le femmine se disturbate si appallottolano e si fingono morte (comportamento definito tanatosi).

### Alimentazione
Si nutre di piccoli invertebrati che trova scavando nella lettiera.

### Riproduzione
Questa specie può presentare colonie monoginiche o colonie poliginiche.
Nelle colonie monoginiche è presente una sola regina e una casta di operaie e la fondazione avviene per sciamatura. Nelle colonie poliginiche invece sono presenti anche intercaste polimorfiche con varie caratteristiche morfologiche intermedie fra quella delle regine e quella delle operaie. Queste intercaste hanno funzione ovideponitrice aggiuntiva a quella della regina e le colonie fondano per gemmazione.

## Distribuzione e habitat
La specie è diffusa dal Portogallo al Caucaso, dal Nord Africa alla Svezia.